# Concha Espina (métro de Madrid)
Pour les articles homonymes, voir Concha Espina.
Concha Espina est une station de métro à Madrid, en Espagne. Ouverte le 30 décembre 1983, elle est située sur la ligne 9 du métro de Madrid entre Colombia et Cruz del Rayo.